# Denmark Open 1953
Die Denmark Open 1953 im Badminton fanden von Ende November bis Anfang Dezember 1953 in Kopenhagen statt.

## Finalergebnisse
| Disziplin    | Sieger                   | Finalist                           | Ergebnis    |
| ------------ | ------------------------ | ---------------------------------- | ----------- |
| Herreneinzel | Eddy Choong              | Finn Kobberø                       | 15-3, 15-7  |
| Dameneinzel  | Aase Schiøtt Jacobsen    | Birgit Schultz-Pedersen            | 11-6, 11-7  |
| Herrendoppel | David Choong Eddy Choong | Poul Holm Ole Jensen               | 15-6, 15-9  |
| Damendoppel  | Iris Cooley June White   | Aase Schiøtt Jacobsen Marie Ussing | 17-16, 15-1 |
| Mixed        | Eddy Choong Agnete Friis | David Choong Inger Kjærgaard       | 18-17, 15-5 |